# Love Me Forever
Love Me Forever è un singolo della cantautrice italiana Elisa, il secondo estratto dal suo album in studio On, pubblicato il 13 maggio 2016.

## Descrizione
Parlando del brano, Elisa ha detto: 
Nella settimana 3 del 2017 il brano viene certificato Oro dopo aver venduto 25 000 copie.

## Video musicale
Il videoclip che accompagna il brano è stato diretto da Romana Meggiolaro. Nel video Elisa gira per un supermercato dove comincia a ballare, coinvolgendo le altre persone presenti. Un flash mob finale nel parcheggio del supermercato conclude il video. L'ambientazione ricorda quella tipica degli anni sessanta. 

### Crediti del videoclip
- Regia: Romana Meggiolaro
- Aiuto Regia: Jimmy Lippi Pinna
- Soggetto: Elisa
- Creative Director: Mauro Simionato
- Direttore della Fotografia: Edoardo Carlo Bolli
- Montaggio: Matteo Stefani
- Produzione: 999 Films
- Produttore Esecutivo: Luca Legnani
- Direttore di Produzione: Fulvio Compagnucci
- Coordinatrice di Produzione: Eleonora Muoio
- Assistenti alla Regia: Andrea Alessi, Martina Piera
- Coreografie: Veronica Peparini
- Assistenti alle Coreografie: Fabrizio Prolli, Andrea Scazzi, Francesca Cecchini
- Costumi: Martina Calabresi
- Assistente Costumi: Alessandra Trippetta
- Make-up Elisa: Paola Cristofaroni
- Hair-Styling Elisa: Jerry D’Avino
- Make-up & Hair-Styling: Martina Camandona, Sara Terracciano
- Attrezzista: Ivan Portelli
- Camera Assist: Valeria Mazza
- Capo Elettricista: Leonardo Brocato
- Elettricista: Michele Scotto d’Abbusco
- Runner: Andrea Marchitiello
- Ballerini: Adriano Bettinelli, Gabriele Tmon Beddoni, Michele Lanzeroti, Giorgio Albanese, Patrizio Ratto, Fabrizio Prolli, Romina Zadi, Federica Panzeri, Simona Zampini

Fonte

## Formazione
- Elisa – voce
- Andrea Rigonat – chitarra
- Christian "Noochie" Rigano – pianoforte, tastiera, programmazione
- Curt Schneider – basso, programmazione
- Victor Indrizzo – batteria, percussioni

## Classifiche
| Classifica (2016) | Posizione massima |
| ----------------- | ----------------- |
| Italia            | 86                |
| Italia (airplay)  | 39                |